# Neogovea
Neogovea is een geslacht van hooiwagens uit de familie Neogoveidae.
De wetenschappelijke naam Neogovea is voor het eerst geldig gepubliceerd door Hinton in 1938. 

## Soorten
Neogovea omvat de volgende 5 soorten:
- Neogovea immsi
- Neogovea kamakusa
- Neogovea kartabo
- Neogovea mexasca
- Neogovea microphaga